# 雅曲涌
雅曲涌，位于中华人民共和国西藏自治区昌都市察雅县北部的一条河流，是瀾滄江支流麦曲的右岸支流。发源于新卡乡东北部，蜿蜒向南流经克琼村、烟多镇结强村、卡松村、拉叶村、索贡村、白久村、给如村等地，最后于多瓦以东汇入麦曲。河长36千米，流域面积314平方千米，落差1530米，年均径流量约0.55亿立方米。流域内植被稀疏，山体裸露。河谷地带有零星的农田分布，种植有青稞等农作物。